# Dui Ladrach
Dui Ladrach, fils de Fíachu Tolgrach, est selon les légendes médiévales et la tradition pseudo historique irlandaise un Ard ri Erenn.

## Règne
Dui Ladrach aide son père à tuer l'Ard ri Erenn Art mac Lugdach, puis il aide Airgetmar à prendre le trône en tuant Ailill Finn le fils de Art et le petit-fils de Eochaid mac Ailella. Finalement il tue Airgetmar avec l'aide d'un fils Eochaid, Lugaid Laigdech et prend le trône et règne 10 ans avant d'être mis à mort par son complice qui lui succède.

## Chronologie
Le Lebor Gabála synchronise son règne avec celui d'Artaxerxès III en Perse (358-338 av. J.-C. ). La chronologie de Geoffrey Keating Foras Feasa ar Éirinn date son règne de 547-537 av. J.-C. , et les Annales des quatre maîtres de 748-738 av. J.-C. .

## Postérité
Son fils Eochaid Buadach, sera le père d'Úgaine Mór et de Bodbchad.

## Source
- (en) Cet article est partiellement ou en totalité issu de l’article de Wikipédia en anglais intitulé « Dui Ladrach » (voir la liste des auteurs), édition du 8 avril 2012.